# Lista siturilor Natura 2000 din Irlanda
Lista siturilor Natura 2000 din Irlanda conține toate ariile naturale din această țară incluse în rețeaua europeană Natura 2000.
Această listă este generată cu date din Wikidata și este actualizată periodic de un robot.
 Editările făcute în listă vor fi șterse la următoarea actualizare!
| Imagine | Cod Natura 2000     | Articol                                                                       |
| ------- | ------------------- | ----------------------------------------------------------------------------- |
|         | IE0000006           | Killyconny Bog (Cloghbally) SAC                                               |
|         | IE0000007           | Lough Oughter and Associated Loughs SAC                                       |
|         | IE0000016           | Ballycullinan Lake SAC                                                        |
|         | IE0000019           | Ballyogan Lough SAC                                                           |
|         | IE0000020           | Black Head-Poulsallagh Complex SAC                                            |
|         | IE0000030           | Danes Hole, Poulnalecka SAC                                                   |
|         | IE0000032           | Dromore Woods and Loughs SAC                                                  |
|         | IE0000036           | Inagh River Estuary SAC                                                       |
|         | IE0000037           | Pouladatig Cave SAC                                                           |
|         | IE0000051           | Lough Gash Turlough SAC                                                       |
|         | IE0000054           | Moneen Mountain SAC                                                           |
|         | IE0000057           | Moyree River System SAC                                                       |
|         | IE0000064           | Poulnagordon Cave (Quin) SAC                                                  |
|         | IE0000091           | Clonakilty Bay SAC                                                            |
|         | IE0000093           | Caha Mountains SAC                                                            |
|         | IE0000101           | Roaringwater Bay and Islands SAC                                              |
|         | IE0000102           | Sheep's Head SAC                                                              |
|         | IE0000106           | St. Gobnet's Wood SAC                                                         |
|         | IE0000108           | The Gearagh SAC                                                               |
|         | IE0000097           | Lough Hyne Nature Reserve and Environs SAC                                    |
|         | IE0000109           | Three Castle Head to Mizen Head SAC                                           |
|         | IE0000115           | Ballintra SAC                                                                 |
|         | IE0000129           | Croaghonagh Bog SAC                                                           |
|         | IE0000133           | Donegal Bay (Murvagh) SAC                                                     |
|         | IE0000138           | Durnesh Lough SAC                                                             |
|         | IE0000142           | Gannivegil Bog SAC                                                            |
|         | IE0000147           | Horn Head and Rinclevan SAC                                                   |
|         | IE0000154           | Inishtrahull SAC                                                              |
|         | IE0000163           | Lough Eske and Ardnamona Wood SAC                                             |
|         | IE0000164           | Lough Nagreany Dunes SAC                                                      |
|         | IE0000165           | Lough Nillan Bog (Carrickatlieve) SAC                                         |
|         | IE0000168           | Magheradrumman Bog SAC                                                        |
|         | IE0000172           | Meenaguse/Ardbane Bog SAC                                                     |
|         | IE0000173           | Meentygrannagh Bog SAC                                                        |
|         | IE0000174           | Curraghchase Woods SAC                                                        |
|         | IE0000181           | Rathlin O'Birne Island SAC                                                    |
|         | IE0000185           | Sessiagh Lough SAC                                                            |
|         | IE0000189           | Slieve League SAC                                                             |
|         | IE0000190           | Slieve Tooey/Tormore Island/Loughros Beg Bay SAC                              |
|         | IE0000191           | St. John's Point SAC                                                          |
|         | IE0000194           | Tranarossan and Melmore Lough SAC                                             |
|         | IE0000197           | West of Ardara/Maas Road SAC                                                  |
|         | IE0000202           | Howth Head SAC                                                                |
|         | IE0000204           | Lambay Island SAC                                                             |
|         | IE0000205           | Malahide Estuary SAC                                                          |
|         | IE0000206           | North Dublin Bay SAC                                                          |
|         | IE0000210           | South Dublin Bay SAC                                                          |
|         | IE0000216           | River Shannon Callows SAC                                                     |
|         | IE0000218           | Coolcam Turlough SAC                                                          |
|         | IE0000231           | Barroughter Bog SAC                                                           |
|         | IE0000238           | Caherglassaun Turlough SAC                                                    |
|         | IE0000242           | Castletaylor Complex SAC                                                      |
|         | IE0000248           | Cloonmoylan Bog SAC                                                           |
|         | IE0000252           | Coole-Garryland Complex SAC                                                   |
|         | IE0000255           | Croaghill Turlough SAC                                                        |
|         | IE0000268           | Galway Bay Complex SAC                                                        |
|         | IE0000296           | Lisnageeragh Bog and Ballinastack Turlough SAC                                |
|         | IE0000299           | Lough Cutra SAC                                                               |
|         | IE0000301           | Lough Lurgeen Bog/Glenamaddy Turlough SAC                                     |
|         | IE0000304           | Lough Rea SAC                                                                 |
|         | IE0000308           | Loughatorick South Bog SAC                                                    |
|         | IE0000318           | Peterswell Turlough SAC                                                       |
|         | IE0000322           | Rahasane Turlough SAC                                                         |
|         | IE0000324           | Rosroe Bog SAC                                                                |
|         | IE0000326           | Shankill West Bog SAC                                                         |
|         | IE0000328           | Slyne Head Islands SAC                                                        |
|         | IE0000330           | Tully Mountain SAC                                                            |
|         | IE0000343           | Castlemaine Harbour SAC                                                       |
|         | IE0000364           | Kilgarvan Ice House SAC                                                       |
|         | IE0000332           | Akeragh, Banna and Barrow Harbour SAC                                         |
|         | IE0000335           | Ballinskelligs Bay and Inny Estuary SAC                                       |
|         | IE0000353           | Old Domestic Building, Dromore Wood SAC                                       |
|         | IE0000365           | Killarney National Park, Macgillycuddy's Reeks and Caragh River Catchment SAC |
|         | IE0000370           | Lough Yganavan and Lough Nambrackdarrig SAC                                   |
|         | IE0000375           | Mount Brandon SAC                                                             |
|         | IE0000391           | Ballynafagh Bog SAC                                                           |
|         | IE0000397           | Red Bog, Kildare SAC                                                          |
|         | IE0000404           | Hugginstown Fen SAC                                                           |
|         | IE0000407           | The Loughans SAC                                                              |
|         | IE0000412           | Slieve Bloom Mountains SAC                                                    |
|         | IE0000428           | Lough Melvin SAC                                                              |
|         | IE0000432           | Barrigone SAC                                                                 |
|         | IE0000439           | Tory Hill SAC                                                                 |
|         | IE0000440           | Lough Ree SAC                                                                 |
|         | IE0000448           | Fortwilliam Turlough SAC                                                      |
|         | IE0000453           | Carlingford Mountain SAC                                                      |
|         | IE0000458           | Killala Bay/Moy Estuary SAC                                                   |
|         | IE0000461           | Ardkill Turlough SAC                                                          |
|         | IE0000463           | Balla Turlough SAC                                                            |
|         | IE0000466           | Bellacorick Iron Flush SAC                                                    |
|         | IE0000470           | Mullet/Blacksod Bay Complex SAC                                               |
|         | IE0000471           | Brackloon Woods SAC                                                           |
|         | IE0000472           | Broadhaven Bay SAC                                                            |
|         | IE0000474           | Ballymaglancy Cave, Cong SAC                                                  |
|         | IE0000475           | Carrowkeel Turlough SAC                                                       |
|         | IE0000476           | Carrowmore Lake Complex SAC                                                   |
|         | IE0000479           | Cloughmoyne SAC                                                               |
|         | IE0000480           | Clyard Kettle-holes SAC                                                       |
|         | IE0000485           | Corraun Plateau SAC                                                           |
|         | IE0004043           | Lough Derravaragh SPA                                                         |
|         | IE0004044           | Lough Ennell SPA                                                              |
|         | IE0004045           | Glen Lough SPA                                                                |
|         | IE0004046           | Lough Iron SPA                                                                |
|         | IE0004047           | Lough Owel SPA                                                                |
|         | IE0004049           | Lough Oughter Complex SPA                                                     |
|         | IE0004050           | Lough Arrow SPA                                                               |
|         | IE0004051           | Lough Carra SPA                                                               |
|         | IE0004052           | Carrowmore Lake SPA                                                           |
|         | IE0004056           | Lough Cutra SPA                                                               |
|         | IE0004057           | Lough Derg (Donegal) SPA                                                      |
|         | IE0004058           | Lough Derg (Shannon) SPA                                                      |
|         | IE0004060           | Lough Fern SPA                                                                |
|         | IE0004061           | Lough Kinale and Derragh Lough SPA                                            |
|         | IE0004062           | Lough Mask SPA                                                                |
|         | IE0004063           | Poulaphouca Reservoir SPA                                                     |
|         | IE0004064           | Lough Ree SPA                                                                 |
|         | IE0004065           | Lough Sheelin SPA                                                             |
|         | IE0004066           | The Bull and The Cow Rocks SPA                                                |
|         | IE0004068           | Inishmurray SPA                                                               |
|         | IE0004069           | Lambay Island SPA                                                             |
|         | IE0004072           | Stags of Broad Haven SPA                                                      |
|         | IE0004073           | Tory Island SPA                                                               |
|         | IE0004074           | Illanmaster SPA                                                               |
|         | IE0004075           | Lough Swilly SPA                                                              |
|         | IE0004076           | Wexford Harbour and Slobs SPA                                                 |
|         | IE0004077           | River Shannon and River Fergus Estuaries SPA                                  |
|         | IE0004078           | Carlingford Lough SPA                                                         |
|         | IE0004080           | Boyne Estuary SPA                                                             |
|         | IE0004081           | Clonakilty Bay SPA                                                            |
|         | IE0004082           | Greers Isle SPA                                                               |
|         | IE0004083           | Inishbofin, Inishdooey and Inishbeg SPA                                       |
|         | IE0004084           | Inishglora and Inishkeeragh SPA                                               |
|         | IE0004086           | River Little Brosna Callows SPA                                               |
|         | IE0004087           | Lough Foyle SPA                                                               |
|         | IE0004089           | Rahasane Turlough SPA                                                         |
|         | IE0004090           | Sheskinmore Lough SPA                                                         |
|         | IE0004091           | Stabannan-Braganstown SPA                                                     |
|         | IE0004092           | Tacumshin Lake SPA                                                            |
|         | IE0004093           | Termoncarragh Lake and Annagh Machair SPA                                     |
|         | IE0004094           | Blackwater Callows SPA                                                        |
|         | IE0004095           | Kilcolman Bog SPA                                                             |
|         | IE0004096           | Middle Shannon Callows SPA                                                    |
|         | IE0004097           | River Suck Callows SPA                                                        |
|         | IE0004098           | Owenduff/Nephin Complex SPA                                                   |
|         | IE0004099           | Pettigo Plateau Nature Reserve SPA                                            |
|         | IE0004100           | Inishtrahull SPA                                                              |
|         | IE0004101           | Ballykenny-Fisherstown Bog SPA                                                |
|         | IE0004102           | Garriskil Bog SPA                                                             |
|         | IE0004103           | All Saints Bog SPA                                                            |
|         | IE0004105           | Bellanagare Bog SPA                                                           |
|         | IE0004107           | Coole-Garryland SPA                                                           |
|         | IE0004109           | The Gearagh SPA                                                               |
|         | IE0004110           | Lough Nillan Bog SPA                                                          |
|         | IE0004111           | Duvillaun Islands SPA                                                         |
|         | IE0004113           | Howth Head Coast SPA                                                          |
|         | IE0004114           | Illaunonearaun SPA                                                            |
|         | IE0004115           | Inishduff SPA                                                                 |
|         | IE0004116           | Inishkeel SPA                                                                 |
|         | IE0004117           | Ireland's Eye SPA                                                             |
|         | IE0004118           | Keeragh Islands SPA                                                           |
|         | IE0004119           | Loop Head SPA                                                                 |
|         | IE0004120           | Rathlin O'Birne Island SPA                                                    |
|         | IE0004121           | Roaninish SPA                                                                 |
|         | IE0004122           | Skerries Islands SPA                                                          |
|         | IE0004124           | Sovereign Islands SPA                                                         |
|         | IE0004125           | Magharee Islands SPA                                                          |
|         | IE0004127           | Wicklow Head SPA                                                              |
|         | IE0004129           | Ballysadare Bay SPA                                                           |
|         | IE0004132           | Illancrone and Inishkeeragh SPA                                               |
|         | IE0004133           | Aughris Head SPA                                                              |
|         | IE0004134           | Lough Rea SPA                                                                 |
|         | IE0004135           | Ardboline Island and Horse Island SPA                                         |
|         | IE0004136           | Clare Island SPA                                                              |
|         | IE0004137           | Dovegrove Callows SPA                                                         |
|         | IE0004139           | Lough Croan Turlough SPA                                                      |
|         | IE0004140           | Four Roads Turlough SPA                                                       |
|         | IE0004142           | Cregganna Marsh SPA                                                           |
|         | IE0004143           | Cahore Marshes SPA                                                            |
|         | IE0004144           | High Island, Inishshark and Davillaun SPA                                     |
|         | IE0004145           | Durnesh Lough SPA                                                             |
|         | IE0004146           | Malin Head SPA                                                                |
|         | IE0004148           | Fanad Head SPA                                                                |
|         | IE0004149           | Falcarragh to Meenlaragh SPA                                                  |
|         | IE0004150           | West Donegal Coast SPA                                                        |
|         | IE0004151           | Donegal Bay SPA                                                               |
|         | IE0004152           | Inishmore SPA                                                                 |
|         | IE0004153           | Dingle Peninsula SPA                                                          |
|         | IE0004154           | Iveragh Peninsula SPA                                                         |
|         | IE0004155           | Beara Peninsula SPA                                                           |
|         | IE0004156           | Sheep's Head to Toe Head SPA                                                  |
|         | IE0004158           | River Nanny Estuary and Shore SPA                                             |
|         | IE0004159           | Slyne Head to Ardmore Point Islands SPA                                       |
|         | IE0004160           | Slieve Bloom Mountains SPA                                                    |
|         | IE0004161           | Stack's to Mullaghareirk Mountains, West Limerick Hills and Mount Eagle SPA   |
|         | IE0004162           | Mullaghanish to Musheramore Mountains SPA                                     |
|         | IE0004165           | Slievefelim to Silvermines Mountains SPA                                      |
|         | IE0004167           | Slieve Beagh SPA                                                              |
|         | IE0004168           | Slieve Aughty Mountains SPA                                                   |
|         | IE0004170           | Cruagh Island SPA                                                             |
|         | IE0000492           | Doocastle Turlough SAC                                                        |
|         | IE0000495           | Duvillaun Islands SAC                                                         |
|         | IE0000497           | Flughany Bog SAC                                                              |
|         | IE0000500           | Glenamoy Bog Complex SAC                                                      |
|         | IE0000503           | Greaghans Turlough SAC                                                        |
|         | IE0000507           | Inishkea Islands SAC                                                          |
|         | IE0000522           | Lough Gall Bog SAC                                                            |
|         | IE0000525           | Shrule Turlough SAC                                                           |
|         | IE0000504           | Kilglassan/Caheravoostia Turlough Complex SAC                                 |
|         | IE0000516           | Lackan Saltmarsh and Kilcummin Head SAC                                       |
|         | IE0000527           | Moore Hall (Lough Carra) SAC                                                  |
|         | IE0000532           | Oldhead Wood SAC                                                              |
|         | IE0000534           | Owenduff/Nephin Complex SAC                                                   |
|         | IE0000541           | Skealoghan Turlough SAC                                                       |
|         | IE0000542           | Slieve Fyagh Bog SAC                                                          |
|         | IE0000566           | All Saints Bog and Esker SAC                                                  |
|         | IE0000571           | Charleville Wood SAC                                                          |
|         | IE0000575           | Ferbane Bog SAC                                                               |
|         | IE0000576           | Fin Lough (Offaly) SAC                                                        |
|         | IE0000580           | Mongan Bog SAC                                                                |
|         | IE0000581           | Moyclare Bog SAC                                                              |
|         | IE0000582           | Raheenmore Bog SAC                                                            |
|         | IE0000584           | Cuilcagh - Anierin Uplands SAC                                                |
|         | IE0000585           | Sharavogue Bog SAC                                                            |
|         | IE0000588           | Ballinturly Turlough SAC                                                      |
|         | IE0000592           | Bellanagare Bog SAC                                                           |
|         | IE0000595           | Callow Bog SAC                                                                |
|         | IE0000597           | Carrowbehy/Caher Bog SAC                                                      |
|         | IE0000600           | Cloonchambers Bog SAC                                                         |
|         | IE0000604           | Derrinea Bog SAC                                                              |
|         | IE0000606           | Lough Fingall Complex SAC                                                     |
|         | IE0000607           | Errit Lough SAC                                                               |
|         | IE0000609           | Lisduff Turlough SAC                                                          |
|         | IE0000610           | Lough Croan Turlough SAC                                                      |
|         | IE0000611           | Lough Funshinagh SAC                                                          |
|         | IE0000612           | Mullygollan Turlough SAC                                                      |
|         | IE0000614           | Cloonshanville Bog SAC                                                        |
|         | IE0000622           | Ballysadare Bay SAC                                                           |
|         | IE0000625           | Bunduff Lough and Machair/Trawalua/Mullaghmore SAC                            |
|         | IE0000627           | Cummeen Strand/Drumcliff Bay (Sligo Bay) SAC                                  |
|         | IE0000633           | Lough Hoe Bog SAC                                                             |
|         | IE0000634           | Lough Nabrickkeagh Bog SAC                                                    |
|         | IE0000636           | Templehouse and Cloonacleigha Loughs SAC                                      |
|         | IE0000637           | Turloughmore (Sligo) SAC                                                      |
|         | IE0000638           | Union Wood SAC                                                                |
|         | IE0000641           | Ballyduff/Clonfinane Bog SAC                                                  |
|         | IE0000646           | Galtee Mountains SAC                                                          |
|         | IE0000647           | Kilcarren-Firville Bog SAC                                                    |
|         | IE0000665           | Helvick Head SAC                                                              |
|         | IE0000668           | Nier Valley Woodlands SAC                                                     |
|         | IE0000679           | Garriskil Bog SAC                                                             |
|         | IE0000685           | Lough Ennell SAC                                                              |
|         | IE0000688           | Lough Owel SAC                                                                |
|         | IE0000692           | Scragh Bog SAC                                                                |
|         | IE0000696           | Ballyteige Burrow SAC                                                         |
|         | IE0000697           | Bannow Bay SAC                                                                |
|         | IE0000700           | Cahore Polders and Dunes SAC                                                  |
|         | IE0000704           | Lady's Island Lake SAC                                                        |
|         | IE0000707           | Saltee Islands SAC                                                            |
|         | IE0000708           | Screen Hills SAC                                                              |
|         | IE0000709           | Tacumshin Lake SAC                                                            |
|         | IE0000713           | Ballyman Glen SAC                                                             |
|         | IE0000714           | Bray Head SAC                                                                 |
|         | IE0000716           | Carriggower Bog SAC                                                           |
|         | IE0000729           | Buckroney-Brittas Dunes and Fen SAC                                           |
|         | IE0000733           | Vale of Clara (Rathdrum Wood) SAC                                             |
|         | IE0000764           | Hook Head SAC                                                                 |
|         | IE0000770           | Blackstairs Mountains SAC                                                     |
|         | IE0000781           | Slaney River Valley SAC                                                       |
|         | IE0000831           | Cullahill Mountain SAC                                                        |
|         | IE0000849           | Spahill and Clomantagh Hill SAC                                               |
|         | IE0000859           | Clonaslee Eskers and Derry Bog SAC                                            |
|         | IE0000869           | Lisbigney Bog SAC                                                             |
|         | IE0000919           | Ridge Road, SW of Rapemills SAC                                               |
|         | IE0000925           | The Long Derries, Edenderry SAC                                               |
|         | IE0000930           | Clare Glen SAC                                                                |
|         | IE0000934           | Kilduff, Devilsbit Mountain SAC                                               |
|         | IE0000939           | Silvermine Mountains SAC                                                      |
|         | IE0000979           | Corratirrim SAC                                                               |
|         | IE0000996           | Ballyvaughan Turlough SAC                                                     |
|         | IE0001013           | Glenomra Wood SAC                                                             |
|         | IE0001021           | Carrowmore Point to Spanish Point and Islands SAC                             |
|         | IE0001040           | Barley Cove to Ballyrisode Point SAC                                          |
|         | IE0001043           | Cleanderry Wood SAC                                                           |
|         | IE0001061           | Kilkeran Lake and Castlefreke Dunes SAC                                       |
|         | IE0001070           | Myross Wood SAC                                                               |
|         | IE0001090           | Ballyness Bay SAC                                                             |
|         | IE0001107           | Coolvoy Bog SAC                                                               |
|         | IE0001151           | Kindrum Lough SAC                                                             |
|         | IE0001179           | Muckish Mountain SAC                                                          |
|         | IE0001190           | Sheephaven SAC                                                                |
|         | IE0001195           | Termon Strand SAC                                                             |
|         | IE0001197           | Keeper Hill SAC                                                               |
|         | IE0001209           | Glenasmole Valley SAC                                                         |
|         | IE0001228           | Aughrusbeg Machair and Lake SAC                                               |
|         | IE0001230           | Courtmacsherry Estuary SAC                                                    |
|         | IE0001242           | Carrownagappul Bog SAC                                                        |
|         | IE0001251           | Cregduff Lough SAC                                                            |
|         | IE0001271           | Gortnandarragh Limestone Pavement SAC                                         |
|         | IE0001285           | Kiltiernan Turlough SAC                                                       |
|         | IE0001309           | Omey Island Machair SAC                                                       |
|         | IE0001311           | Rusheenduff Lough SAC                                                         |
|         | IE0001312           | Ross Lake and Woods SAC                                                       |
|         | IE0001313           | Rosturra Wood SAC                                                             |
|         | IE0001321           | Termon Lough SAC                                                              |
|         | IE0001342           | Cloonee and Inchiquin Loughs, Uragh Wood SAC                                  |
|         | IE0001371           | Mucksna Wood SAC                                                              |
|         | IE0001387           | Ballynafagh Lake SAC                                                          |
|         | IE0001398           | Rye Water Valley/Carton SAC                                                   |
|         | IE0001403           | Arroo Mountain SAC                                                            |
|         | IE0001430           | Glen Bog SAC                                                                  |
|         | IE0001432           | Glenstal Wood SAC                                                             |
|         | IE0001459           | Clogher Head SAC                                                              |
|         | IE0001482           | Clew Bay Complex SAC                                                          |
|         | IE0001497           | Doogort Machair/Lough Doo SAC                                                 |
|         | IE0001501           | Erris Head SAC                                                                |
|         | IE0001513           | Keel Machair/Menaun Cliffs SAC                                                |
|         | IE0001529           | Lough Cahasy, Lough Baun and Roonah Lough SAC                                 |
|         | IE0001536           | Mocorha Lough SAC                                                             |
|         | IE0001547           | Castletownshend SAC                                                           |
|         | IE0001571           | Urlaur Lakes SAC                                                              |
|         | IE0001625           | Castlesampson Esker SAC                                                       |
|         | IE0001626           | Annaghmore Lough (Roscommon) SAC                                              |
|         | IE0001637           | Four Roads Turlough SAC                                                       |
|         | IE0001656           | Bricklieve Mountains and Keishcorran SAC                                      |
|         | IE0001669           | Knockalongy and Knockachree Cliffs SAC                                        |
|         | IE0001673           | Lough Arrow SAC                                                               |
|         | IE0001680           | Streedagh Point Dunes SAC                                                     |
|         | IE0001683           | Liskeenan Fen SAC                                                             |
|         | IE0001741           | Kilmuckridge-Tinnaberna Sandhills SAC                                         |
|         | IE0001742           | Kilpatrick Sandhills SAC                                                      |
|         | IE0001757           | Holdenstown Bog SAC                                                           |
|         | IE0001766           | Magherabeg Dunes SAC                                                          |
|         | IE0001774           | Lough Carra/Mask Complex SAC                                                  |
|         | IE0001776           | Pilgrim's Road Esker SAC                                                      |
|         | IE0001786           | Kilroosky Lough Cluster SAC                                                   |
|         | IE0001810           | White Lough, Ben Loughs and Lough Doo SAC                                     |
|         | IE0001818           | Lough Forbes Complex SAC                                                      |
|         | IE0001831           | Split Hills and Long Hill Esker SAC                                           |
|         | IE0001847           | Philipston Marsh SAC                                                          |
|         | IE0001858           | Galmoy Fen SAC                                                                |
|         | IE0001873           | Derryclogher (Knockboy) Bog SAC                                               |
|         | IE0001879           | Glanmore Bog SAC                                                              |
|         | IE0001880           | Meenaguse Scragh SAC                                                          |
|         | IE0001881           | Maulagowna Bog SAC                                                            |
|         | IE0001890           | Mullaghanish Bog SAC                                                          |
|         | IE0001898           | Unshin River SAC                                                              |
|         | IE0001899           | Cloonakillina Lough SAC                                                       |
|         | IE0001912           | Glendree Bog SAC                                                              |
|         | IE0001913           | Sonnagh Bog SAC                                                               |
|         | IE0001919           | Glenade Lough SAC                                                             |
|         | IE0001922           | Bellacorick Bog Complex SAC                                                   |
|         | IE0001926           | East Burren Complex SAC                                                       |
|         | IE0001932           | Mweelrea/Sheeffry/Erriff Complex SAC                                          |
|         | IE0001952           | Comeragh Mountains SAC                                                        |
|         | IE0001955           | Croaghaun/Slievemore SAC                                                      |
|         | IE0001957           | Boyne Coast and Estuary SAC                                                   |
|         | IE0001976           | Lough Gill SAC                                                                |
|         | IE0001992           | Tamur Bog SAC                                                                 |
|         | IE0002005           | Bellacragher Saltmarsh SAC                                                    |
|         | IE0002006           | Ox Mountains Bogs SAC                                                         |
|         | IE0002008           | Maumturk Mountains SAC                                                        |
|         | IE0002010           | Old Domestic Building (Keevagh) SAC                                           |
|         | IE0002012           | North Inishowen Coast SAC                                                     |
|         | IE0002031           | The Twelve Bens/Garraun Complex SAC                                           |
|         | IE0002032           | Boleybrack Mountain SAC                                                       |
|         | IE0002034           | Connemara Bog Complex SAC                                                     |
|         | IE0002037           | Carrigeenamronety Hill SAC                                                    |
|         | IE0002041           | Old Domestic Building, Curraglass Wood SAC                                    |
|         | IE0002070           | Tralee Bay and Magharees Peninsula, West to Cloghane SAC                      |
|         | IE0002074           | Slyne Head Peninsula SAC                                                      |
|         | IE0002081           | Ballinafad SAC                                                                |
|         | IE0002091           | Newhall and Edenvale Complex SAC                                              |
|         | IE0002098           | Old Domestic Building, Askive Wood SAC                                        |
|         | IE0002110           | Corliskea/Trien/Cloonfelliv Bog SAC                                           |
|         | IE0002112           | Ballyseedy Wood SAC                                                           |
|         | IE0002117           | Lough Coy SAC                                                                 |
|         | IE0002118           | Barnahallia Lough SAC                                                         |
|         | IE0002119           | Lough Nageeron SAC                                                            |
|         | IE0002120           | Lough Bane and Lough Glass SAC                                                |
|         | IE0002121           | Lough Lene SAC                                                                |
|         | IE0002123           | Ardmore Head SAC                                                              |
|         | IE0002124           | Bolingbrook Hill SAC                                                          |
|         | IE0002125           | Anglesey Road SAC                                                             |
|         | IE0002126           | Pollagoona Bog SAC                                                            |
|         | IE0002129           | Murvey Machair SAC                                                            |
|         | IE0002130           | Tully Lough SAC                                                               |
|         | IE0002135           | Lough Nageage SAC                                                             |
|         | IE0002137           | Lower River Suir SAC                                                          |
|         | IE0002141           | Mountmellick SAC                                                              |
|         | IE0002144           | Newport River SAC                                                             |
|         | IE0002147           | Lisduff Fen SAC                                                               |
|         | IE0002157           | Newgrove House SAC                                                            |
|         | IE0002158           | Kenmare River SAC                                                             |
|         | IE0002159           | Mulroy Bay SAC                                                                |
|         | IE0002161           | Long Bank SAC                                                                 |
|         | IE0002162           | River Barrow and River Nore SAC                                               |
|         | IE0002164           | Lough Golagh and Breesy Hill SAC                                              |
|         | IE0002165           | Lower River Shannon SAC                                                       |
|         | IE0002172           | Blasket Islands SAC                                                           |
|         | IE0002173           | Blackwater River (Kerry) SAC                                                  |
|         | IE0002176           | Leannan River SAC                                                             |
|         | IE0002177           | Lough Dahybaun SAC                                                            |
|         | IE0002179           | Towerhill House SAC                                                           |
|         | IE0002180           | Gortacarnaun Wood SAC                                                         |
|         | IE0002181           | Drummin Wood SAC                                                              |
|         | IE0002185           | Slieve Mish Mountains SAC                                                     |
|         | IE0002187           | Drongawn Lough SAC                                                            |
|         | IE0002189           | Farranamanagh Lough SAC                                                       |
|         | IE0002193           | Ireland's Eye SAC                                                             |
|         | IE0002197           | Derrinlough (Cloonkeenleananode) Bog SAC                                      |
|         | IE0002199           | Ballygar (Aghrane) Bog SAC                                                    |
|         | IE0002200           | Aughrim (Aghrane) Bog SAC                                                     |
|         | IE0002201           | Derragh Bog SAC                                                               |
|         | IE0002202           | Mount Jessop Bog SAC                                                          |
|         | IE0002203           | Girley (Drewstown) Bog SAC                                                    |
|         | IE0002205           | Wooddown Bog SAC                                                              |
|         | IE0002206           | Scohaboy (Sopwell) Bog SAC                                                    |
|         | IE0002207           | Arragh More (Derrybreen) Bog SAC                                              |
|         | IE0002213           | Glenloughaun Esker SAC                                                        |
|         | IE0002214           | Killeglan Grassland SAC                                                       |
|         | IE0002236           | Island Fen SAC                                                                |
|         | IE0002241           | Lough Derg, North-east Shore SAC                                              |
|         | IE0002243           | Clare Island Cliffs SAC                                                       |
|         | IE0002244           | Ardrahan Grassland SAC                                                        |
|         | IE0002245           | Old Farm Buildings, Ballymacrogan SAC                                         |
|         | IE0002246           | Ballycullinan, Old Domestic Building SAC                                      |
|         | IE0002247           | Toonagh Estate SAC                                                            |
|         | IE0002249           | The Murrough Wetlands SAC                                                     |
|         | IE0002252           | Thomastown Quarry SAC                                                         |
|         | IE0002256           | Ballyprior Grassland SAC                                                      |
|         | IE0002257           | Moanour Mountain SAC                                                          |
|         | IE0002258           | Silvermines Mountains West SAC                                                |
|         | IE0002261           | Magharee Islands SAC                                                          |
|         | IE0002262           | Valencia Harbour/Portmagee Channel SAC                                        |
|         | IE0002263           | Kerry Head Shoal SAC                                                          |
|         | IE0002264           | Kilkee Reefs SAC                                                              |
|         | IE0002265           | Kingstown Bay SAC                                                             |
|         | IE0002268           | Achill Head SAC                                                               |
|         | IE0002269           | Carnsore Point SAC                                                            |
|         | IE0002274           | Wicklow Reef SAC                                                              |
|         | IE0002279           | Askeaton Fen Complex SAC                                                      |
|         | IE0002280           | Dunbeacon Shingle SAC                                                         |
|         | IE0002281           | Reen Point Shingle SAC                                                        |
|         | IE0002283           | Rutland Island and Sound SAC                                                  |
|         | IE0002287           | Lough Swilly SAC                                                              |
|         | IE0002293           | Carrowbaun, Newhall and Ballylee Turloughs SAC                                |
|         | IE0002294           | Cahermore Turlough SAC                                                        |
|         | IE0002295           | Ballinduff Turlough SAC                                                       |
|         | IE0002296           | Williamstown Turloughs SAC                                                    |
|         | IE0002298           | River Moy SAC                                                                 |
|         | IE0002299           | River Boyne and River Blackwater SAC                                          |
|         | IE0002301           | River Finn SAC                                                                |
|         | IE0002303           | Dunmuckrum Turloughs SAC                                                      |
|         | IE0002312           | Slieve Bernagh Bog SAC                                                        |
|         | IE0002313           | Ballymore Fen SAC                                                             |
|         | IE0002314           | Old Domestic Buildings, Rylane SAC                                            |
|         | IE0002315           | Glanlough Woods SAC                                                           |
|         | IE0002316           | Ratty River Cave SAC                                                          |
|         | IE0002317           | Cregg House Stables, Crusheen SAC                                             |
|         | IE0002318           | Knockanira House SAC                                                          |
|         | IE0002319           | Kilkishen House SAC                                                           |
|         | IE0002320           | Kildun Souterrain SAC                                                         |
|         | IE0002324           | Glendine Wood SAC                                                             |
|         | IE0002327           | Belgica Mound Province SAC                                                    |
|         | IE0002328           | Hovland Mound Province SAC                                                    |
|         | IE0002329           | South-west Porcupine Bank SAC                                                 |
|         | IE0002330           | North-west Porcupine Bank SAC                                                 |
|         | IE0002331           | Mouds Bog SAC                                                                 |
|         | IE0002332           | Coolrain Bog SAC                                                              |
|         | IE0002333           | Knockacoller Bog SAC                                                          |
|         | IE0002336           | Carn Park Bog SAC                                                             |
|         | IE0002337           | Crosswood Bog SAC                                                             |
|         | IE0002338           | Drumalough Bog SAC                                                            |
|         | IE0002339           | Ballynamona Bog and Corkip Lough SAC                                          |
|         | IE0002340           | Moneybeg and Clareisland Bogs SAC                                             |
|         | IE0002341           | Ardagullion Bog SAC                                                           |
|         | IE0002342           | Mount Hevey Bog SAC                                                           |
|         | IE0002343           | Tullaher Lough and Bog SAC                                                    |
|         | IE0002346           | Brown Bog SAC                                                                 |
|         | IE0002347           | Camderry Bog SAC                                                              |
|         | IE0002348           | Clooneen Bog SAC                                                              |
|         | IE0002349           | Corbo Bog SAC                                                                 |
|         | IE0002350           | Curraghlehanagh Bog SAC                                                       |
|         | IE0002351           | Moanveanlagh Bog SAC                                                          |
|         | IE0002352           | Monivea Bog SAC                                                               |
|         | IE0002354           | Tullaghanrock Bog SAC                                                         |
|         | IE0002356           | Ardgraigue Bog SAC                                                            |
|         | IE0002953           | Blackwater Bank SAC                                                           |
|         | IE0002998           | West Connacht Coast SAC                                                       |
|         | IE0002999           | Hempton's Turbot Bank SAC                                                     |
|         | IE0003000           | Rockabill to Dalkey Island SAC                                                |
|         | IE0003001           | Porcupine Bank Canyon SAC                                                     |
|         | IE0003002           | South-east Rockall Bank SAC                                                   |
|         | IE0003015           | Codling Fault Zone SAC                                                        |
|         | IE0004002           | Saltee Islands SPA                                                            |
|         | IE0004003           | Puffin Island SPA                                                             |
|         | IE0004004           | Inishkea Islands SPA                                                          |
|         | IE0004005           | Cliffs of Moher SPA                                                           |
|         | IE0000286           | Q112127691                                                                    |
|         | IE0000111           | Q112579576                                                                    |
|         | IE0002306           | Carlingford Shore SAC                                                         |
|         | IE0000140           | Q112579969                                                                    |
|         | IE0002047           | Cloghernagore Bog and Glenveagh National Park SAC                             |
|         | IE0000623           | Q107185885                                                                    |
|         | IE0002111           | Kilkieran Bay and Islands SAC                                                 |
|         | IE0001275           | Inisheer Island SAC                                                           |
|         | IE0000278           | Inishbofin and Inishshark SAC                                                 |
|         | IE0000212           | Inishmaan Island SAC                                                          |
|         | IE0000213           | Inishmore Island SAC                                                          |
|         | IE0000285           | Kilsallagh Bog SAC                                                            |
|         | IE0000295           | Levally Lough SAC                                                             |
|         | IE0000297           | Lough Corrib SAC                                                              |
|         | IE0004006           | North Bull Island SPA                                                         |
|         | IE0004007           | Skelligs SPA                                                                  |
|         | IE0004008           | Blasket Islands SPA                                                           |
|         | IE0004009           | Lady's Island Lake SPA                                                        |
|         | IE0004013           | Drumcliff Bay SPA                                                             |
|         | IE0004014           | Rockabill SPA                                                                 |
|         | IE0004015           | Rogerstown Estuary SPA                                                        |
|         | IE0004016           | Baldoyle Bay SPA                                                              |
|         | IE0004017           | Mongan Bog SPA                                                                |
|         | IE0004021           | Old Head of Kinsale SPA                                                       |
|         | IE0004022           | Ballycotton Bay SPA                                                           |
|         | IE0004023           | Ballymacoda Bay SPA                                                           |
|         | IE0004024           | South Dublin Bay and River Tolka Estuary SPA                                  |
|         | IE0004025           | Malahide Estuary SPA                                                          |
|         | IE0004026           | Dundalk Bay SPA                                                               |
|         | IE0004027           | Tramore Back Strand SPA                                                       |
|         | IE0004028           | Blackwater Estuary SPA                                                        |
|         | IE0004029           | Castlemaine Harbour SPA                                                       |
|         | IE0004030           | Cork Harbour SPA                                                              |
|         | IE0004031           | Inner Galway Bay SPA                                                          |
|         | IE0004032           | Dungarvan Harbour SPA                                                         |
|         | IE0004033           | Bannow Bay SPA                                                                |
|         | IE0004034           | Trawbreaga Bay SPA                                                            |
|         | IE0004035           | Cummeen Strand SPA                                                            |
|         | IE0004036           | Killala Bay/Moy Estuary SPA                                                   |
|         | IE0004037           | Blacksod Bay/Broad Haven SPA                                                  |
|         | IE0004038           | Killarney National Park SPA                                                   |
|         | IE0004039           | Derryveagh and Glendowan Mountains SPA                                        |
|         | IE0004040           | Wicklow Mountains SPA                                                         |
|         | IE0004041           | Ballyallia Lough SPA                                                          |
|         | IE0004172           | Dalkey Islands SPA                                                            |
|         | IE0004175           | Deenish Island and Scariff Island SPA                                         |
|         | IE0004177           | Bills Rocks SPA                                                               |
|         | IE0004181           | Connemara Bog Complex SPA                                                     |
|         | IE0004182           | Mid-Clare Coast SPA                                                           |
|         | IE0004186           | The Murrough SPA                                                              |
|         | IE0004187           | Sligo/Leitrim Uplands SPA                                                     |
|         | IE0004188           | Tralee Bay Complex SPA                                                        |
|         | IE0004189           | Kerry Head SPA                                                                |
|         | IE0004190           | Galley Head to Duneen Point SPA                                               |
|         | IE0004191           | Seven Heads SPA                                                               |
|         | IE0004192           | Helvick Head to Ballyquin SPA                                                 |
|         | IE0004193           | Mid-Waterford Coast SPA                                                       |
|         | IE0004194           | Horn Head to Fanad Head SPA                                                   |
|         | IE0004212           | Cross Lough (Killadoon) SPA                                                   |
|         | IE0004219           | Courtmacsherry Bay SPA                                                        |
|         | IE0004220           | Corofin Wetlands SPA                                                          |
|         | IE0004221           | Illaunnanoon SPA                                                              |
|         | IE0004227           | Mullet Peninsula SPA                                                          |
|         | IE0004228           | Lough Conn and Lough Cullin SPA                                               |
|         | IE0004230           | West Donegal Islands SPA                                                      |
|         | IE0004231           | Inishbofin, Omey Island and Turbot Island SPA                                 |
|         | IE0004232           | River Boyne and River Blackwater SPA                                          |
|         | IE0004233           | River Nore SPA                                                                |
|         | IE0004234           | Ballintemple and Ballygilgan SPA                                              |
|         | IE0004235           | Doogort Machair SPA                                                           |
|         | IE0002122           | Wicklow Mountains SAC                                                         |
|         | IE0001975           | Ballyhoorisky Point to Fanad Head SAC                                         |
|         | IE0000261           | Derrycrag Wood Nature Reserve SAC                                             |
|         | IE0000382           | Q26718912                                                                     |
|         | IE0002170           | Q1464482                                                                      |
|         | IE0002171           | Bandon River SAC                                                              |
|         | IE0000455           | Dundalk Bay SAC                                                               |
|         | IE0000572           | Clara Bog SAC                                                                 |
|         | IE0000199           | Baldoyle Bay SAC                                                              |
|         | IE0000719           | Glen of the Downs SAC                                                         |
|         | IE0000077           | Q56055354                                                                     |
|         | IE0000014           | Ballyallia Lake SAC                                                           |
|         | IE0002036           | Ballyhoura Mountains SAC                                                      |
|         | IE0004048           | Lough Gara SPA                                                                |
|         | IE0000208           | Rogerstown Estuary SAC                                                        |
|         | IE0004042           | Lough Corrib                                                                  |
|         | IE0001058           | Great Island Channel SAC                                                      |
|         | IE0001141           | Gweedore Bay and Islands SAC                                                  |
|         | IE0002259           | Tory Island Coast SAC                                                         |
|         | IE0002250           | Carrowmore Dunes SAC                                                          |
|         | IE0004108           | Eirk Bog SPA                                                                  |
|         | IE0000090           | Glengarriff Harbour and Woodland SAC                                          |
|         | IE0000725           | Knocksink Wood SAC                                                            |
|         | IE0001257           | Dog's Bay SAC                                                                 |
|         | IE0000671           | Tramore Dunes and Backstrand SAC                                              |
|         | IE0000116           | Ballyarr Wood SAC                                                             |
|         | IE0004020           | Ballyteige Burrow SPA                                                         |
|         | IE0000319           | Pollnaknockaun Wood Nature Reserve SAC                                        |
|         | IE0000396           | Pollardstown Fen SAC                                                          |
|         | IE0000710 IE0004019 | Raven Point Nature Reserve SAC                                                |
|         | IE0000717           | Deputy's Pass Nature Reserve SAC                                              |
|         | IE0000994           | Q99194392                                                                     |
|         | IE0002353           | Redwood Bog SAC                                                               |
|         | IE0001125           | Q99626113                                                                     |